# Adam Gemili
Adam Gemili (ur. 6 października 1993 w Londynie) – brytyjski lekkoatleta specjalizujący się w biegach sprinterskich, aktualny rekordzista Wielkiej Brytanii juniorów w biegu na 100 metrów.

## Kariera sportowa
W 2011 zdobył dwa srebrne medale mistrzostw Europy juniorów. Podczas mistrzostw świata juniorów w Barcelonie (2012) wygrał bieg na 100 metrów. W tym samym roku i na tym samym dystansie dotarł do półfinału igrzysk olimpijskich w Londynie. Złoty medalista młodzieżowych mistrzostw Europy w Tampere (2013). Piąty zawodnik biegu na 200 metrów podczas mistrzostw świata w Moskwie (2013). W 2014 został podwójnym wicemistrzem igrzysk Wspólnoty Narodów w biegu na 100 metrów oraz w sztafecie 4 × 100 metrów, a także sięgnął po złoto mistrzostw Europy na dystansie 200 metrów i w sztafecie 4 × 100 metrów. W 2016 ponownie stanął na najwyższym stopniu podium mistrzostw Europy w 4 × 100 metrów oraz zajął 4. miejsce na dystansie 200 metrów podczas igrzysk olimpijskich w Rio de Janeiro. Złoty medalista mistrzostw świata w Londynie w sztafecie 4 × 100 metrów (2017). W 2018 zdobył swoje czwarte złoto mistrzostw Europy. Rok później sięgnął po srebro w sztafecie 4 × 100 metrów, a indywidualnie był czwarty w biegu na 200 metrów podczas mistrzostw świata w Dosze. Uczestnik igrzysk olimpijskich w Tokio (2021). Na kolejnym światowym czempionacie w Eugene zdobył brązowy medal za bieg w eliminacjach biegu rozstawnego 4 × 100 metrów.
Reprezentant kraju na drużynowych mistrzostwach Europy.
W 2012 i 2013 zajmował drugie miejsce w plebiscycie na wschodzącą gwiazdę europejskiej lekkoatletyki organizowanym przez European Athletics.
Uprawia także piłkę nożną.
Rekordy życiowe: bieg na 100 metrów – 9,97 (7 czerwca 2015, Birmingham); bieg na 200 metrów – 19,97 (9 września 2016, Bruksela).
W 2019 Gemili na pierwszej zmianie w sztafecie 4 × 100 metrów ustanowił z czasem 37,36 aktualny rekord Europy.

## Osiągnięcia
| Rok  | Impreza                                 | Miejsce        | Konkurencja        | Lokata     | Wynik         | Reprezentacja |
| ---- | --------------------------------------- | -------------- | ------------------ | ---------- | ------------- | ------------- |
| 2011 | Mistrzostwa Europy juniorów             | Tallinn        | bieg na 100 m      | 2. miejsce | 10,41         | GBR           |
| 2011 | Mistrzostwa Europy juniorów             | Tallinn        | sztafeta 4 × 100 m | 2. miejsce | 39,48         | GBR           |
| 2012 | Mistrzostwa świata juniorów             | Barcelona      | bieg na 100 m      | 1. miejsce | 10,05         | GBR           |
| 2012 | Igrzyska olimpijskie                    | Londyn         | bieg na 100 m      | półfinał   | 10,06         | GBR           |
| 2013 | Superliga drużynowych mistrzostw Europy | Gateshead      | sztafeta 4 × 100 m | 1. miejsce | 38,39         | GBR           |
| 2013 | Młodzieżowe mistrzostwa Europy          | Tampere        | bieg na 100 m      | 1. miejsce | 10,20         | GBR           |
| 2013 | Młodzieżowe mistrzostwa Europy          | Tampere        | bieg na 200 m      | 4. miejsce | 20,51         | GBR           |
| 2013 | Młodzieżowe mistrzostwa Europy          | Tampere        | sztafeta 4 × 100 m | 1. miejsce | 38,77         | GBR           |
| 2013 | Mistrzostwa świata                      | Moskwa         | bieg na 200 m      | 5. miejsce | 20,08         | GBR           |
| 2013 | Mistrzostwa świata                      | Moskwa         | sztafeta 4 × 100 m | –          | DQ            | GBR           |
| 2014 | Superliga drużynowych mistrzostw Europy | Brunszwik      | sztafeta 4 × 100 m | 1. miejsce | 38,51         | GBR           |
| 2014 | Igrzyska Wspólnoty Narodów              | Glasgow        | bieg na 100 m      | 2. miejsce | 10,10         | ENG           |
| 2014 | Igrzyska Wspólnoty Narodów              | Glasgow        | sztafeta 4 × 100 m | 2. miejsce | 38,02         | ENG           |
| 2014 | Mistrzostwa Europy                      | Zurych         | bieg na 200 m      | 1. miejsce | 19,98         | GBR           |
| 2014 | Mistrzostwa Europy                      | Zurych         | sztafeta 4 × 100 m | 1. miejsce | 37,93         | GBR           |
| 2016 | Mistrzostwa Europy                      | Amsterdam      | sztafeta 4 × 100 m | 1. miejsce | 38,17         | GBR           |
| 2016 | Igrzyska olimpijskie                    | Rio de Janeiro | bieg na 200 m      | 4. miejsce | 20,12         | GBR           |
| 2016 | Igrzyska olimpijskie                    | Rio de Janeiro | sztafeta 4 × 100 m | 5. miejsce | 37,98         | GBR           |
| 2017 | Mistrzostwa świata                      | Londyn         | sztafeta 4 × 100 m | 1. miejsce | 37,47         | GBR           |
| 2018 | Igrzyska Wspólnoty Narodów              | Gold Coast     | bieg na 200 m      | –          | DNS           | ENG           |
| 2018 | Mistrzostwa Europy                      | Berlin         | bieg na 200 m      | 5. miejsce | 20,10         | GBR           |
| 2018 | Mistrzostwa Europy                      | Berlin         | sztafeta 4 × 100 m | 1. miejsce | 37,80         | GBR           |
| 2019 | Mistrzostwa świata                      | Doha           | bieg na 100 m      | półfinał   | 10,13         | GBR           |
| 2019 | Mistrzostwa świata                      | Doha           | bieg na 200 m      | 4. miejsce | 20,03         | GBR           |
| 2019 | Mistrzostwa świata                      | Doha           | sztafeta 4 × 100 m | 2. miejsce | 37,36         | GBR           |
| 2021 | Igrzyska olimpijskie                    | Tokio          | bieg na 200 m      | eliminacje | 1:58,58       | GBR           |
| 2022 | Mistrzostwa świata                      | Eugene         | bieg na 200 m      | eliminacje | 20,60         | GBR           |
| 2022 | Mistrzostwa świata                      | Eugene         | sztafeta 4 × 100 m | 3. miejsce | 37,83 (elim.) | GBR           |
| 2022 | Igrzyska Wspólnoty Narodów              | Birmingham     | bieg na 200 m      | półfinał   | 20,97         | ENG           |
| 2023 | Mistrzostwa świata                      | Budapeszt      | sztafeta 4 × 100 m | 4. miejsce | 37,80         | GBR           |
| 2025 | I dywizja drużynowych mistrzostw Europy | Madryt         | sztafeta 4 × 100 m | 3. miejsce | 38,33         | GBR           |